# 広島市立安佐南区図書館
広島市立安佐南区図書館（ひろしましあさみなみくとしょかん）は、広島県広島市安佐南区中筋一丁目にある広島市立の図書館である。広島市立中央図書館の分館。

## 概要
1985年2月16日に開館。安佐南区民文化センターに併設されている。延床面積は990.47m2。
安佐南区の住宅地、区役所の近くにある。お話会も週末に行われている。

## 開館時間
- 火曜日から金曜日 午前9時 - 午後7時
- 土・日曜日･国民の祝日・8月6日  午前9時 - 午後5時

## 休館日
- 毎週月曜日（8月6日・休日法の休日に当たる時は開館）
- 祝日の翌日（土・日・月曜日に当たるときはその直後の平日）
- 図書整理日（奇数月の末日、土・日・月曜日に当たるときは直前の金曜日）
- 年末年始（12月29日 - 1月4日）
- 特別整理期間（7日以内）

## アクセス
- アストラムライン 中筋駅
- 国道54号

## 参照
1. ↑  “指定管理者一覧 2014年4月1日現在” (PDF).   広島市. 2014年8月13日閲覧。
2. ↑  広島市の図書館(要覧)2011年度(平成23年度) (PDF) 18ページに基づく
3. ↑  広島市の図書館(要覧)2011年度(平成23年度) (PDF) 76ページ